# Ифрейм
Ифрейм (на английски: Ephraim) е град в окръг Санпит, щата Юта, САЩ. Ифрейм е с население от 4505 жители (2000) и обща площ от 9,2 km². Намира се на 1689 m надморска височина. ЗИП кодът му е 84627, а телефонният му код е 435.